# Bristol Township (comté de Greene, Iowa)
Pour les articles homonymes, voir Bristol Township.
Bristol Township est un township, du comté de Greene en Iowa, aux États-Unis,.

## Source de la traduction
- (es) Cet article est partiellement ou en totalité issu de l’article de Wikipédia en espagnol intitulé « Municipio de Bristol (condado de Greene, Iowa) » (voir la liste des auteurs).